# 禄劝彝族苗族自治县
禄劝彝族苗族自治县是中华人民共和国云南省昆明市下属的一个自治县。禄劝县人口的30.76%为少数民族，主要为彝族、苗族和傈僳族。全县面积4234平方千米，2020年总人口37.89万人，自治縣人民政府駐屏山街道。

## 名称由来
禄劝古称“洪农碌券”，意为罗婺部族统治下的平民百姓之地。元至元二十六年(1289年)设州，赛典赤嫌“夷名不雅训”改碌券为禄劝。
另有两种说法，一说“禄劝”为彝语“罗好知”的译音，意为有坚硬大石头的地方。另一说禄劝古为少数民族所统治，后来以官禄诱劝其归附，故名禄劝。

## 历史沿革
战国至秦朝，禄劝属滇国。西汉元封二年（公元前109年），属越嶲郡。蜀汉建兴三年（225），改属建宁郡。晋朝及南北朝，属宁州。隋朝，属南宁州总管府昆州地。唐朝初年，属南宁州总督府地。贞观六年（632），改属戎州都督府。贞观二十三年（649），为戎州都督府求州地。南诏国及大理国时期，禄劝为东霎37部的罗婺部、掌鸠法块部、洪农碌券部。元宪宗三年（1253），忽必烈消灭了大理国。元宪宗四年（1254），罗婺部首先归附。元至元八年（1271），南诏37部改为南、北、中3路，仁德部（今寻甸）和于矢部（今武定）并入罗婆部为北路。十二年（1275），割仁德、于矢2部置武定路。二十六年（1289），设禄劝州。清朝乾隆三十五年（1770），武定府改为武定直隶州，禄劝州降为县。
民国元年（1912），禄劝县属武定直隶州。2年（1913），禄劝县改属滇中道。4年（1915），隶云南省公署。1949年，禄劝县隶武定专区。1953年4月，武定专区合并入楚雄专区。1958年4月，禄劝归入新成立的楚雄彝族自治州。1983年9月9日，改属昆明市。1985年11月25日，禄劝彝族苗族自治县成立。

## 行政区划
禄劝彝族苗族自治县下辖2个街道办事处、9个镇、6个乡：
屏山街道、崇德街道、撒营盘镇、转龙镇、茂山镇、团街镇、中屏镇、皎平渡镇、乌东德镇、翠华镇、九龙镇、云龙乡、汤郎乡、马鹿塘乡、则黑乡、乌蒙乡、雪山乡和禄劝工业园区管理委员会。

## 经济
2022年，禄劝县生产总值达162.28亿元，按可比价格计算，比上年增长4.5%。其中第一产业增加值43.72亿元，增长4.8%；第二产业增加值34.90亿元，增长9.0%；第三产业增加值83.66亿元，增长2.8%。三次产业结构为26.9∶21.5∶51.6。人均生产总值43,182元。城乡常住居民人均可支配收入分别为41,414元、12,544元。职工年平均工资99,180元。地方一般公共预算收入-1.75亿元，人均-465元。地方一般公共预算支出35.20亿元，人均9,367元。

## 人口
2020年第七次人口普查结果，禄劝彝族苗族自治县总人口（常住人口）共有378,881人，城镇人口154,828人（占40.86%），乡村人口224,053人（占59.14%）。共有男性192,099人、女性186,782人，性别比为102.85。0—14岁人口共64,971人（占17.15%），15—59岁人口共244,209人（占64.46%），60岁及以上人口共69,701人（占18.40%），其中65岁及以上人口共53,147人（占14.03%）。大学专科学历及以上人口有32,164人，15岁以上的文盲有19,297人，占15岁以上人口的6.15%。

## 交通
108国道、 滇中环线高速经过县境南部， 245国道穿过县境，县道皎平公路在皎平渡大桥与四川省会理县 213省道相连。

## 风景名胜
- 金沙江皎平渡口